# ليونارد مايرز
ليونارد مايرز (بالإنجليزية: Leonard Myers) هو محامي وسياسي أمريكي، ولد في 13 نوفمبر 1827، وتوفي في 11 فبراير 1905. حزبياً، نشط في الحزب الجمهوري. وقد انتخب عضو مجلس النواب الأمريكي.